# HV-1 Mufli
Die HV-1 Mufli war ein deutsches Muskelkraftflugzeug, das von 1935 bis 1937 zahlreiche öffentliche Flüge durchführte.

## Geschichte
Die HV-1 wurde ab 1933 von den Dipl.-Ingenieuren Helmut Haeßler und Franz Villinger, die zu dieser Zeit bei den Junkers-Flugzeugwerken in Dessau angestellt waren, in den Werkstätten der Fliegerortsgruppe Halle gebaut.
Das Flugzeug war nicht eigenstartfähig, sondern musste mit einem Gummiseil katapultiert werden. Der Segelflieger Karl Dünnebeil erreichte mit der Mufli am 30. August 1935 auf dem Flughafen Frankfurt-Rebstock im Geradeausflug eine Flugweite von 235 Meter bei einer Flugzeit von 23 Sekunden.
Ein Eigenstart der HV-1 war nicht möglich, da Haeßler und Villinger bei Voruntersuchungen zu falschen Resultaten hinsichtlich der vom Menschen aufbringbaren Leistung gekommen waren. Sie hatten ihre Tests mit zwei Testpersonen gemacht, deren Fahrräder aneinander fixiert waren und gingen von der doppelten Leistung aus gegenüber der tatsächlich erbringbaren.
Dieses Projekt hatte abgesehen von der oben erwähnten Fehlinterpretation auch deshalb keinen Erfolg, weil diese Großväter des Muskelfluges eine Maschine gebaut hatten, die weitestgehend die damals bekannten Prinzipien des Segelflugbaues kopierte. Außerdem ließen die zu dieser Zeit zur Verfügung stehenden Materialien wie auch die technischen Möglichkeiten einen Dauerflug mit Muskelkraft nicht zu.

## Technische Daten

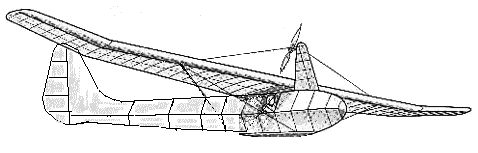
Grafische Darstellung der HV-1 nach einem Foto

| Kenngröße                                      | Daten                                      |
| ---------------------------------------------- | ------------------------------------------ |
| Besatzung                                      | 1                                          |
| Länge                                          | 5,55 m 6,75 m mit geklappter Fläche        |
| Spannweite                                     | 13,50 m                                    |
| Höhe                                           | 1,88 m                                     |
| Breite                                         | 1,00 m mit geklappter Fläche ohne Leitwerk |
| Flügelfläche                                   | 10,00 m²                                   |
| Flügelstreckung                                | 18,25                                      |
| Pfeilung                                       | 0°                                         |
| V-Form                                         | 0°                                         |
| Profil                                         | Gö 535                                     |
| Flächenbelastung                               | 11,10 kg/m²                                |
| Klafterbelastung                               | 0,61 kg/m²                                 |
| Leermasse                                      | 35 kg (34 kg)                              |
| Rüstmasse                                      | 46 kg                                      |
| Zuladung                                       | 65 kg                                      |
| Startmasse                                     | 111 kg                                     |
| zul. Höchstgeschwindigkeit                     | 100 km/h                                   |
| Geschwindigkeit bei bester Sinkgeschwindigkeit | 45 km/h                                    |
| Sinkgeschwindigkeit                            | 0,50 m/s                                   |